# Мухаметов, Ринат Мидихатович
Рина́т (Абдулла́) Мидиха́тович Мухаме́тов (род. 1980, Москва, СССР) — российский мусульманский общественный и политический деятель, политолог-исламовед, публицист, журналист и продюсер. Кандидат политических наук, эксперт Совета муфтиев России, заместитель директора Фонда поддержки гуманитарных инициатив «Альтаир». Заместитель шеф-редактора Ислам.ру, редактор издательского дома «Ансар», продюсер редакции новостей арабской версии телеканала Russia Today, член московской медиа-группы при Президенте Татарстана. Член Попечительского совета благотворительного фонда «Амана».
Часто выступает с публицистическими статьями по вопросам ислама в российских печатных и электронных СМИ. Принимает участие в качестве эксперта во многих ток-шоу на центральных телеканалах, передачах на радио, на страницах центральной печати. Принимал участие в качестве научного, канонического и литературного редактора ряда книг по исламу — трудов имама аль-Газали, Харуна Яхьи, «Исламского энциклопедического словаря» и др. Один из авторов-составителей сборника «Любовь и секс в исламе». Автор книг «Политическое самоопределение исламского мира в условиях глобализации» и «Гражданское усердие российских мусульман».

## Биография
Родился в 1980 году в Москве.
В августе 1991 года в Москве создал Детский демократический форум (ДДФ), ставший одним из первых детских политических организаций в современной России. Также начал издавать первую в стране детскую общественно-политическую газету «Речь».
В 1994 году вошёл в руководство молодёжной организации партии «Яблоко»., где до 1995 года был заместителем председателя по работе с молодёжью.
С 1995 года принимал участие в проекте молодых философов, художников, поэтов и музыкантов по поиску философско-эстетической выражения поколения 1990-х.
В 1995 году выступил в качестве политического консультанта общероссийской общественно-политической организации «Рефах» на выборах в Государственную Думу Федерального Собрания Российской Федерации.
В 1997-2002 годах учился в Московском государственном университете сервиса (МГУС). Также проходил обучение в исламских учебных заведения Москвы, где освоил курс мусульманского вероучения и права, толкование Корана, историю ислама и др.
В 2000-2001 годах — специалист по связям с общественностью общероссийской общественно-политической организации «Рефах».
С 2001 года по настоящее время — заместитель шеф-редактора портала «Ислам.ру», где возглавляет информационно-аналитический отдел.
В 2003 году выступил в качестве главного редактора газеты и политического консультанта партии «Истинные патриоты России» на выборах в Государственную Думу Федерального Собрания Российской Федерации.
В 2007 году на философском факультете МГУ имени М. В. Ломоносова под научным руководитвом доктора философских наук, профессора А. И. Костина защитил диссертацию на соискание учёной степени кандидата политических наук по теме «Политическое самоопределение исламского мира в условиях глобализации». Официальные оппоненты — доктор исторических наук, профессор Г. Г. Косач, кандидат политических наук, доцент В. Д. Черепанов. Ведущая организация — Нижегородский государственный университет имени Н. И. Лобачевского.
Работал на ВГТРК в проекте «Имя Россия», в «Русском журнале» и «Независимом военном обозрении».

## Критика
Директор Российского института стратегических исследований, кандидат исторических наук генерал-лейтенант Службы внешней разведки Российской Федерации Л. П. Решетников подверг критике публикацию Мухаметова на сайте Ансар.ру «Православный сионизм от РИСИ. Зачем Р. Сулейманов сменил Р. Силантьева?» отметив, что «А. Мухаметов пытается ввести в заблуждение людей несведущих, профессионально не занимающихся политикой, политологией.». Кроме того он подчеркнул, что «то, что пишет А. Мухаметов — это просто бред», который не имеет ничего общего «с реальной позицией экспертов РИСИ». Решетников указал, что по своей сути «писания Мухаметова — это классическая геббельсовская пропаганда, когда враньё, выдумки, самые невероятные небылицы преподносятся с агрессивностью как правда „Чем невероятнее ложь, тем быстрее в неё поверят“ — нам это прекрасно известно». И отдельно отметил, что придуманное Мухаметовым утверждение о православном сионизме «Это верх психического расстройства. Шизофрения».
Начальник сектора кавказских исследований Российского института стратегических исследований Я. А. Амелина критикует Мухаметова, наряду с Гейдаром Джемалем, Максимом Шевченко и Русланом Курбановым, за отстаивание версии финансового конфликта и бездоказательных обвинениях силовых ведомств Республики Татарстан, якобы заинтересованных в дестабилизации обстановки в регионе, в причастности к покушении на жизнь муфтия Ильдуса Файзова и к убийству его заместителя Валиуллы Якупова, в Татарстане, а также за нападки на «экспертов, ранее неоднократно предупреждавших об усилении в Республике Татарстан исламистского влияния». Амелина называет указанных лиц активистами исламистского лобби, которые используют для этого в первую очередь «исламистские порталы Ansar.ru и WordYou.ru, а также специализирующийся на освещении событий на Кавказе сайт „Кавказская политика“».

## Научные труды

### Монографии
- Мухаметов Р. М. Политическое самоопределение исламского мира в условиях глобализации (политические доктрины и действия) / Под общей редакцией к. полит. н., ректора Нижегородского исламского института им. Х. Фаизханова Д. В. Мухетдинова. — М. — Н. Новгород: Издательский дом «Медина», 2008. — 164 с.

### Статьи
- Мухаметов Р. М. Будущее международных организаций исламского мира в условиях глобализации // Проблемы современной экономики. Евразийский международный научно-аналитический журнал. — 2006. — № 1/2 (17/18).
- Мухаметов Р. М. Возникновение и основные этапы развития современных политических исламских движений // Ислам в современном мире: Внутригосударственный и международно-политический аспекты. — 2007. — № 1 (7).
- Мухаметов Р. М. Как глобализация меняет исламский мир? // Проблемы современной экономики. Евразийский международный научно-аналитический журнал. — 2006. — № 3/4 (19/20).
- Мухаметов Р. М. Классификация различных версий политической доктрины ислама // Ислам в современном мире: Внутригосударственный и международно-политический аспекты. — 2007. — № 1 (7).
- Мухаметов Р. М. Основные положения исламской концепции миропорядка. Политологический анализ // Вопросы гуманитарных наук. — 2005. — № 6 (21).
- Мухаметов Р. М. XXI век Конвергенция или война ислама с Западом? // Проблемы современной экономики Евразийский международный научно-аналитический журнал. — 2005. — № 3/4(15/16)
- Мухаметов Р. М. Российские мусульмане и внешняя политика // Россия в глобальной политике. — М.: Фонд исследований мировой политики, 01.07.2012. Архивировано 30 апреля 2014 года.

## Научно-популярные труды
- Любовь и секс в исламе: Сб. ст. и фетв / Сост.: А.-Р. Мухаметов, Л.-О. Бут; Ред. М. Сайфутдинов, А. Ярлыкапов. — М.: Ансар, 2004. — 304 с. — ISBN 5-98443-007-X.
- Абу Хамид аль-Газали. Весы деяний / Под ред. P. M. Мухаметова. — М., 2004.
- Бабич Г. Р. Многоженство. Советы и комментарии / Под ред. А. А. Али-заде, Р. М. Мухаметова. — М., 2006.
- Надви Абу-ль-Хасан Али. Что потерял мир по причине отхода мусульман от ислама / Под ред. P. M. Мухаметова, В. С. Полосина. — М., 2006.

## Публицистика
- Мухаметов Р. М. Поддерживают ли мусульмане Барака Обаму? // Русский Журнал, 12.11.2009
- Мухаметов Р. М. «Черный ящик» иранской политики // Русский Журнал, 10.07.2009
- Мухаметов Р. М. Ни за, ни против, а совсем наоборот // Русский Журнал, 29.07.2009
- Мухаметов Р. М. Как думают Путина // Русский Журнал, 11.08.2009
- Война, которая могла быть // Русский Журнал, 02.09.2009
- Мухаметов Р. М. Инициатива поощряема // Русский Журнал, 17.09.2009
- Мухаметов Р. М. Крайне неприятная история // Русский Журнал, 02.10.2009
- Мухаметов Р. М. Афганский тупик // Русский Журнал, 20.10.2009
- Мухаметов Р. М. За убийством Даниила Сысоева возможно стоят зарубежные силы // Русский Журнал, 20.11.2009
- Мухаметов Р. М. По следам «Невского экспересса» // Русский Журнал, 29.11.2009
- Мухаметов Р. М. Минареты раздора // Русский Журнал, 10.12.2009
- Мухаметов Р. М. Жизнь на фоне катастроф // Русский Журнал, 08.01.2010
- Мухаметов Р. М. Или пан, или пропал // Русский Журнал, 20.01.2010
- Мухаметов Р. М. «Невский экспресс» завел в кавказский тупик // Русский Журнал, 09.03.2010
- Мухаметов Р. М. Отходит ли Россия от экономического прагматизма // Русский Журнал, 26.04.2010
- Мухаметов Р. М. Гора снова родила мышь // Русский Журнал, 28.06.2010
- Мухаметов Р. М. Держать либеральный удар // Русский Журнал, 29.07.2010
- Мухаметов Р. М. Что делать? // Ансар.ру/Ислам.ру, 05.01.2011
- Мухаметов Р. М. Пример заразителен // Русский Журнал, 17.01.2011
- Мухаметов Р. М. Какое будущее у Ислама в России? // Ансар.ру/Ислам.ру, 27.01.2010
- Мухаметов Р. М. Арабский мир на пути к лучшей жизни // Русский Журнал, 03.02.2011
- Мухаметов Р. М. «Вчера — Тунис, сегодня — Каир, завтра — Амман, послезавтра — Иерусалим!» // Ансар.ру/Ислам.ру, 06.02.2011
- Мухаметов Р. М. В поисках примирения «Русский вопрос» и «исламский вопрос» в России // Русский Журнал, 09.02.2011
- Мухаметов Р. М. Уммастроительство в России: от слов к делу // Ансар.ру, 13.02.2011
- Мухаметов Р. М. Кому нужен берег турецкий // Русский Журнал, 21.02.2011
- Мухаметов Р. М. «Суннитский Хомейни», гуру революции или global muftiy. Интеллектуальная справка на Юсуфа аль-Карадави // Русский Журнал, 10.03.2011
- Мухаметов Р. М. Голова ценой 400 тысяч долларов // Русский Журнал, 20.03.2011
- Мухаметов Р. М. Россия и Турция очень похожи // Ансар.ру, 22.03.2011
- Мухаметов Р. М. Как создать исламские СМИ // Ансар.ру, 29.03.2011
- Мухаметов Р. М. Новое оперативное исламоведение // Русский Журнал, 04.04.2011
- Мухаметов Р. М. Лучше изучать Коран, а не бросаться в полымя из-за выходок провокаторов // Ансар.ру, 07.04.2011
- Курбанов Р. В., Мухаметов Р. М. Исламская модернизация и её враги // Русский Журнал, 14.04.2011
- Мухаметов Р. М. Мусульмане должны взять ответственность за спасение России на себя // Ансар.ру, 16.04.2011
- Мухаметов Р. М. Брак по расчету // Русский Журнал, 18.04.2011
- Мухаметов Р. М. Концы в воду. Смерть и времена Усамы бен Ладена // Русский Журнал, 02.05.2011
- Мухаметов Р. М. Предвыборное государство. Станет ли обамово решение соломоновым? // Русский Журнал, 11.05.2011
- Мухаметов Р. М. Игры в мини-империю // Русский Журнал, 02.06.2011
- Мухаметов Р. М. Политический смысл борьбы с нафсом // Ансар.ру, 08.06.2011
- Мухаметов Р. М. Даёшь, молодежь! // Ансар.ру, 16.06.2011
- Мухаметов Р. М. «Политический Ислам» не такой! А какой? // Ансар.ру, 22.06.2011
- Мухаметов Р. М. Международный антиисламский терроризм // Ансар.ру, 26.06.2011
- Мухаметов Р. М. Арабская контрэлита и Москва налаживают контакты. А нам все равно? // Ансар.ру, 29.06.2011
- Мухаметов Р. М. Возрождение Халифата. Как это может быть? // Ансар.ру, 01.07.2011
- Мухаметов Р. М. Аллах создал исламофобов для нашего же блага // Ансар.ру, 06.07.2011
- Мухаметов Р. М. Из Дагестана с тревогой… // Ансар.ру, 09.07.2011 (сокращённая копия)
- Мухаметов Р. М. Современное российское мусульманское мировоззрение и поиски национальной идеи // Ансар.ру, 12.07.2011
- Мухаметов Р. М. Социал-федерализм как еще один проект «другой России» // Ансар.ру, 15.07.2011
- Мухаметов Р. М. О «Булгарии», Булгаре и постсоветской околорелигиозной кампанейщине // Ансар.ру, 19.07.2011
- Мухаметов Р. М. Какие мигранты нужны мусульманам // Ансар.ру, 22.07.2011
- Мухаметов Р. М. «Традиционный Ислам» и точка // Ансар.ру, 28.07.2011
- Мухаметов Р. М. «Северный Кавказ так и не стал частью Российской Федерации», — Ринат Мухаметов // Духовное управление мусульман Саратовской области, 04.08.2011
- Мухаметов Р. М. Созрела ли уже умма для своего Twitter? // Ансар.ру, 16.08.2011
- Мухаметов Р. М. Параллельные миры. «Соблюдающие» и «несоблюдающие» // Ансар.ру, 19.08.2011
- Мухаметов Р. М. Панисламская интеграция? Будущее международных организаций мусульманского мира // Ансар.ру, 14.09.2011
- Мухаметов Р. М. «Исламский вопрос» и радикализм // Ансар.ру, 30.09.2011
- Мухаметов Р. М. Подзарядить Россию мусульманским позитивом // Ансар.ру, 26.10.2011
- Мухаметов Р. М. Как у Кремля чуть не отросла исламофобская «правая нога» // Ансар.ру, 03.11.2011
- Мухаметов Р. М. В борьбе с криминалом политтехнологам и провокаторам не место // Ансар.ру, 23.12.2011
- Мухаметов Р. М. Какими русско-кавказские отношения быть не должны // Ансар.ру, 05.01.2012
- Мухаметов Р. М. Объясните человеку: зачем Кавказ ему лично // Ансар.ру, 10.02.2012
- Мухаметов Р. М. Весна это мир. Даже если весна арабская // Wordyou.ru, 14.02.2012
- Мухаметов Р. М. «Дар ут-татар» и «Дар уль-Кавказ» // Ансар.ру, 05.03.2012
- Мухаметов Р. М. Ататюрк на османском гербе // Wordyou.ru, 29.03.2012
- Мухаметов Р. М. Боевики во власти Дагестана // Кавказская политика, 02.04.2013
- Мухаметов Р. М. Татарская логика // Звезда Поволжья, 13.11.2013
- Мухаметов Р. М. Счастливое исламское завтра он видел еще вчера // Wordyou.ru, 14.02.2014

### Рецензии
- Мухаметов А. Рецензия на книгу: Любовь и секс в исламе. Сборник статей и фетв. - М.: Издательский дом "Ансар", 2004, 304 с. // НГ Религии. — 17.11.2004. — № 21 (151). Архивировано 30 апреля 2014 года.

## Интервью
- Анна Ткачёва. Как относится Ислам к…? (Секс в исламе есть. Но какой?) // Мегаполис-экспресс. — 24-29 декабря 2004. — № 52 (742). Архивировано из оригинала 26 мая 2006 года. (копия статьи)
- Елена Родина. Ислам и секс: Есть ли секс в исламе? // Огонёк. — 2004. — № 48. Архивировано 30 апреля 2014 года.
- Абдулла (Ринат) Мухаметов: «Через 10 лет каждый второй мусульманин в России будет мигрантом». // Ансар.ру, 23.11.2009
- Ахмад Халиков Ринат Мухаметов: «Муфтиятам грозит маргинализация» // Информационное агентство «Инфо-ислам», 03.05.2012